# Aidim (província)
Aidim ou Aidem (em turco: Aydın) é uma província e área metropolitana do sudoeste da Turquia, situada na região do Egeu, com capital na cidade homónima. 
| Províncias adjacentes à de Aidim |              |                   |
| Mar Egeu e Esmirna (İzmir)       | Esmirna      | Esmirna e Manissa |
| Mar Egeu                         |              | Denizli           |
| Mar Egeu                         | Mula (Muğla) | Denizli           |

A província está subdividida nos seguintes distritos:
- Bozdoğan
- Buharkent
- Çine
- Didim
- Efeler
- Germencik
- İncirliova
- Karacasu
- Karpuzlu
- Koçarlı
- Köşk
- Kuşadası
- Kuyucak
- Nazilli
- Söke
- Sultanhisar
- Yenipazar

A capital da província, Aidim situa-se no distrito de Efeler, o qual se chamava Aidim até à reforma administrativa de 2013, quando passou a ter o nome atual, ficando o nome Aidim oficialmente reservado para a província e área metropolitana.